# 스타듀 밸리
《스타듀 밸리》(Stardew Valley)는 에릭 "콘선드에이프" 배런(Eric "ConcernedApe" Barone)이 제작한 2016년 농장 생활 시뮬레이션 롤플레잉 비디오 게임이다. 플레이어는 스타듀 밸리라는 장소에 남겨진 조부의 농장을 물려받는 인물의 역할을 맡는다. 2016년 2월 마이크로소프트 윈도우로 출시하여 여러 플랫폼으로 이식되었다. 8명까지의 멀티플레이를 지원한다.
배런은 4년 반 동안 1인 개발로 《스타듀 밸리》를 제작했다. 배런은 《목장이야기》 시리즈에 크게 영감을 받았으며 개발 도중 영국의 게임 제작 스튜디오 처클피쉬(Chucklefish)가 유통 제안을 하였다. 《스타듀 밸리》는 2024년까지 3,500만 장의 판매를 기록했다.

## 평가
| 통합 점수      | 통합 점수                                                  |
| 통합사         | 점수                                                       |
| -------------- | ---------------------------------------------------------- |
| 메타크리틱     | IOS: 88/100 NS: 87/100 PC: 89/100 PS4: 86/100 XONE: 89/100 |
| 평론 점수      |                                                            |
| 평론사         | 점수                                                       |
| 디스트럭토이드 | 9.5/10                                                     |
| 게임 인포머    | 8.7/10                                                     |
| 게임 레볼루션  | [ 9 ]                                                      |
| 자이언트 밤    | [ 10 ]                                                     |
| IGN            | 8.8/10                                                     |
| PC 게이머 (UK) | 80/100                                                     |
| 폴리곤         | 9/10                                                       |

| 위키데이터에서 편집하기 |
| ----------------------- |